# Neal Shapiro
Neal Shapiro, född den 22 juli 1945 i Brooklyn i New York, är en amerikansk ryttare.
Han tog OS-silver i lagtävlingen i hoppning i samband med de olympiska ridsporttävlingarna 1972 i München.